# NT Возничего
NT Возничего (лат. NT Aurigae) — двойная затменная переменная звезда типа Алголя (EA) в созвездии Возничего на расстоянии (вычисленном из значения параллакса) приблизительно 9797 световых лет (около 3004 парсеков) от Солнца. Видимая звёздная величина звезды — от +16,8m до +15,2m. Орбитальный период — около 3,5778 суток.

## Характеристики
Первый компонент — жёлтая звезда спектрального класса G. Радиус — около 4,38 солнечных, светимость — около 13,341 солнечной. Эффективная температура — около 5269 К.